# Gabriella Mészáros
Gabriella Mészáros, née le 14 décembre 1913 à Budapest et morte le 4 avril 1994 dans la même ville, est une gymnaste artistique hongroise.
Elle se distingue lors des Championnats du monde de gymnastique artistique 1934 à Budapest en étant la première gymnaste à réaliser un grand écart sur la poutre.
Elle participe au concours par équipes de gymnastique aux Jeux olympiques d'été de 1936 à Berlin, remportant la médaille de bronze. 